# Cúp bóng đá Macedonia 2009–10
Cúp bóng đá Macedonia 2009–10 là mùa giải thứ 18 của giải đấu bóng đá loại trực tiếp ở Cộng hòa Macedonia. FK Rabotnički là đương kim vô địch, giành chức vô địch thứ hai. Đội vô địch mùa giải 2009–10 là FK Teteks với lần đầu tiên đoạt cúp.

## Lịch thi đấu
| Vòng      | Ngày thi đấu                          | Số trận | Câu lạc bộ |
| --------- | ------------------------------------- | ------- | ---------- |
| Vòng Một  | 18 tháng 8 năm 2009                   | 16      | 32 → 16    |
| Vòng Hai  | 16 và 30 tháng 9 năm 2009             | 16      | 16 → 8     |
| Tứ kết    | 28 tháng Mười và 25 tháng 11 năm 2009 | 8       | 8 → 4      |
| Bán kết   | 7 tháng Tư và 5 tháng 5 năm 2010      | 4       | 4 → 2      |
| Chung kết | 26 tháng 5 năm 2010                   | 1       | 2 → 1      |

## Vòng sơ loại
| Đội 1  | Tỉ số   | Đội 2        |
| ------ | ------- | ------------ |
| Teteks | 3–0 (f) | Shkëndija 79 |

## Vòng Một
Lễ bốc thăm diễn ra vào ngày 28 tháng 6 năm 2009 ở Skopje. Các trận đấu diễn ra vào ngày 26 tháng 8 năm 2009.
| Đội 1              | Tỉ số           | Đội 2            |
| ------------------ | --------------- | ---------------- |
| Gostivar           | 0–3 (f)         | Lokomotiva       |
| 11 Oktomvri        | 3–1             | Vardar           |
| Mirče Acev         | 0–11            | Renova           |
| Bregalnica Delčevo | 0–2             | Pobeda           |
| Belasica           | 3–1             | Milano           |
| Prevalec           | 0–4             | Teteks           |
| Skopje             | 2–1             | Sloga Jugomagnat |
| Ohrid 2004         | 3–0             | Horizont Turnovo |
| Dobruševo          | 1–13            | Sileks           |
| Vëllazërimi        | 0–3             | Pelister         |
| Babuna             | 1–3             | Metalurg         |
| Vlaznimi           | 0–0 (4–3 ph.đ.) | Bregalnica 2008  |
| Kožuf              | 0–5             | Rabotnički       |
| Drita              | 1–0             | Napredok         |
| Karbinci           | 1–4             | Makedonija       |
| Lepenec            | 0–3 (f)         | Fortuna          |

## Vòng Hai
Lễ bốc thăm diễn ra vào ngày 16 tháng 9 năm 2009 ở Skopje. Các trận lượt đi diễn ra vào ngày 22 và 23 tháng 9 năm 2009 và lượt về vào ngày 29 và 30 tháng 9 năm 2009.
| Đội 1      | TTS             | Đội 2       | Lượt đi | Lượt về |
| ---------- | --------------- | ----------- | ------- | ------- |
| Pelister   | 5–01            | Ohrid 2004  | 2–0     | 3–0 (f) |
| Lokomotiva | 0–61            | Renova      | 0–3 (f) | 0–3 (f) |
| Metalurg   | 1–1 (4–3 ph.đ.) | Pobeda      | 1–0     | 0–1     |
| Vlaznimi   | 1–2             | Drita       | 0–1     | 1–1     |
| Belasica   | 1–4             | Teteks      | 1–3     | 0–1     |
| Fortuna    | 0–91            | Rabotnički  | 0–6     | 0–3 (f) |
| Skopje     | 3–2             | 11 Oktomvri | 3–1     | 0–1     |
| Sileks     | 2–3             | Makedonija  | 1–1     | 1–2     |

1 Ohrid, Lokomotiva và Fortuna bỏ giải vì lý do tài chính.

## Tứ kết
Lễ bốc thăm diễn ra vào ngày 20 tháng 10 năm 2009 ở Skopje. Các trận lượt đi diễn ra vào ngày 28 tháng 10 năm 2009 và lượt về vào ngày 25 tháng 11 năm 2009.
| Đội 1      | TTS     | Đội 2    | Lượt đi | Lượt về |
| ---------- | ------- | -------- | ------- | ------- |
| Skopje     | 2–2 (a) | Metalurg | 0–0     | 2–2     |
| Rabotnički | 5–0     | Renova   | 4–0     | 1–0     |
| Makedonija | 2–3     | Teteks   | 2–0     | 0–3 (f) |
| Pelister   | 3–2     | Drita    | 2–2     | 1–0     |

## Bán kết
Lễ bốc thăm diễn ra vào ngày 8 tháng 12 năm 2009 ở Skopje. Các trận lượt đi diễn ra vào ngày 7 tháng 4 năm 2010 và lượt về vào ngày 5 tháng 5 năm 2010.
| Đội 1    | TTS             | Đội 2      | Lượt đi | Lượt về |
| -------- | --------------- | ---------- | ------- | ------- |
| Pelister | 1–1 (4–5 ph.đ.) | Rabotnički | 1–0     | 0–1     |
| Teteks   | 2–1             | Skopje     | 0–0     | 2–1     |

### Lượt đi
| Pelister       | 1−0 | Rabotnički |
| -------------- | --- | ---------- |
| Veljanovski 8' |     |            |

| Teteks | 0−0 | Skopje |
| ------ | --- | ------ |
|        |     |        |

### Lượt về
| Rabotnički        | 1−0 | Pelister |
| ----------------- | --- | -------- |
| Bojović 38'       |     |          |
| Loạt sút luân lưu |     |          |
|                   | 5–4 |          |

1–1 sau 2 lượt trận. Rabotnički thắng 5–4 trong loạt sút luân lưu.
| Skopje        | 1−2 | Teteks                       |
| ------------- | --- | ---------------------------- |
| Mojsovski 89' |     | Radonjić 14' · Ristovski 40' |

Teteks won 2–1 sau 2 lượt trận.

## Chung kết
| Rabotnički                   | 2–3      | Teteks                                                |
| ---------------------------- | -------- | ----------------------------------------------------- |
| Gligorov 61' · Petkovski 83' | Chi tiết | Zaharievski 47' (ph.đ.) · Iseni 49' · Stojanovski 62' |